# Gijsbertus Martinus Cort Heyligers
Gijsbertus Martinus Cort Heyligers (Heusden, 26 juli 1770 - Diepenveen, 16 november 1849) was een Nederlandse infanteriegeneraal. De spelling "Heyligers" en "Heijligers" komen beiden voor. In Koninklijke Besluiten wordt "Heyligers" geschreven.

## Loopbaan
Cort Heyligers was de zoon van Roelof Heyligers, chirurgijnmajoor bij het Staatse leger en later lector in de ontleedkunde te Deventer, en Anna Euphemia Cort. Toen hij vijftien jaar oud was nam hij als cadet dienst bij het regiment Mariniers van den Rhijngraaf van Salm nr. 21. Tijdens de Bataafse Republiek was Cort Heyligers van 1795 tot 1803 in de rang van kapitein werkzaam bij het vierde bataljon Jagers in Groningen. Later maakte hij deel uit van het leger van het Koninkrijk Holland. In 1809 commandeerde hij als brigadegeneraal de Hollandse troepen, die op 4 september het fort bij Bath bezetten, nadat de Engelse troepen zich daar hadden teruggetrokken. In Franse dienst commandeerde hij troepen in Zuid-Italië en raakte in Rusland gewond en krijgsgevangen. Tot 1814 maakte hij als generaal-majoor nog deel uit van de Franse troepen en ging vervolgens over naar Nederlandse dienst. Tijdens de Slag bij Quatre-Bras en de Slag bij Waterloo was Cort Heijligers niet betrokken, maar wel commandeerde hij de 2e Divisie van het Reserveleger dat op dat moment opgericht werd.

## Belgische opstand

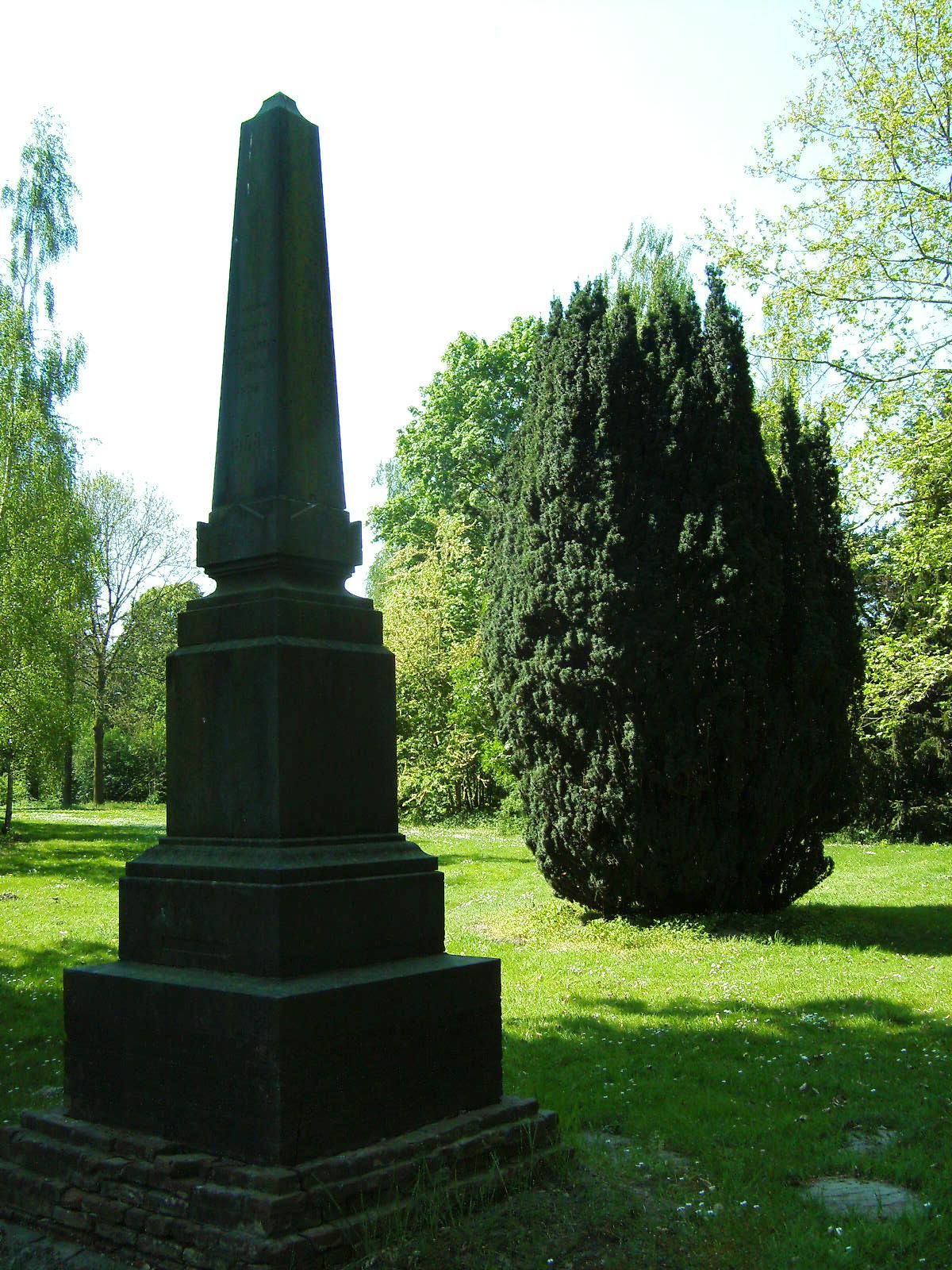
Gedenkteken met als opschrift: A la memoire du général Cort Heyligers et du général Eksteen 1858

Tijdens de Tiendaagse Veldtocht was Cort Heyligers als luitenant-generaal bevelhebber van de reserve-divisie. Deze divisie ontbeerde aanvankelijk bevelen van de opperbevelhebber, de prins van Oranje en Cort Heyligers rukte vervolgens op eigen initiatief op naar Eindhoven. Daar eenmaal aangekomen bereikte hem pas het bevel om naar die plaats te gaan. Cort Heyligers stond op 2 augustus 1831 gedurende gevechten bij Houthalen tegenover de opstandige commandant van het Maasleger generaal Daine. Deze liet zijn leger de voorhoede van Cort Heyligers aanvallen, maar de Amsterdamse, Noord-Hollandse, Gelderse en Bossche schutterijen, die onder bevel stonden van generaal-majoor Knotzer, verzetten zich zo fel dat de aanval werd afgeslagen.
Dezelfde dag werd er een tweede veldslag uitgevochten in de buurt van Lanaken, waar het leger van Daine het regeringsleger de weg naar Maastricht wilde versperren. Daine beschikte over 7 bataljons, 6 eskadrons cavalerie en 3 batterijen geschut. De regeringsgetrouwe troepen beschikten over 14 bataljons, maar slechts 2 batterijen geschut en zij beschikten op dit deel van het front niet over cavalerie. Dat bracht de generaals ertoe om door bebost gebied de 'Belgische' linkervleugel aan te vallen, omdat de Belgen in de bossen hun cavalerie niet konden inzetten. De regeringsgetrouwe infanteristen leden grote verliezen toen ze de opstandige stellingen aanvielen en op open terrein geconfronteerd werden met de Belgische cavalerie. In de Nederlandse militaire geschiedschrijving wordt de door de generaals Meijer en Cort Heyligers bevolen aanval wel het offer van Lanaken genoemd.

## Nagedachtenis
Cort Heyligers kocht in 1828 Huize Brinkgreve(n), gelegen in de voormalige gemeente Diepenveen bij Deventer. Hij overleed daar in 1849. Zijn dochter richtte in 1858 in het bij het landhuis behorende park een nog steeds aanwezige gedenknaald op ter herinnering aan haar vader en kolonel P.M. Eksteen, haar in 1857 overleden echtgenoot en voormalig adjudant van Cort Heyligers. Ze bevorderde Eksteen volgens de tekst op het gedenkteken postuum tot generaal. Brinkgreven werd door de omwonenden nog lang Het Generaalshuis genoemd, en het park met het monument Het Generaalsbos. Cort Heyligers ging op 22 februari 1800 te Groningen in ondertrouw met Henriette (Jette) Brouwer, van Deventer.
De Koninklijke Landmacht heeft van 1939 tot 2002 een naar Cort Heyligers genoemde kazerne in gebruik gehad: de Cort Heyligers Kazerne in Bergen op Zoom.
Kolonel P.M. Eksteen (Eckstein) was tijdens de Tiendaagse Veldtocht de adjudant van luitenant-generaal Meijer van de 3e divisie. De Leidse Jagers zetten op op 5 augustus de achtervolging in toen Belgische soldaten vanuit Oostham naar Quaed-Mechelen uitweken. Meijer volgde hen. Eenmaal in Quaed Mechelen gaf de kolonel luitenant den Beer Poortugaal het advies uit te rusten om vervolgens naar Beringen te gaan. De kolonel was inderdaad gehuwd met een dochter van Cort Heyligers.

## Onderscheidingen
- Ridder in het Legioen van Eer[1]
- Ridder der 3e klasse in de Militaire Willems-Orde op 20 februari 1816 als Luitenant-generaal[3]
- Commandeur in de Militaire Willems-Orde op 31 augustus 1831 als Luitenant-generaal[4]
- Koninklijke Orde van Verdiensten
- Orde van de Reünie
- Orde van de Nederlandse Leeuw[1]

- Biografisch Portaal: 36413954
- Nederlandse Thesaurus van Auteursnamen: 263150836
- Virtual International Authority File: 289727663